# Tubthumping
Tubthumping ist ein Lied der britischen Alternative-Rock-Band Chumbawamba, das am 11. August 1997 veröffentlicht wurde. Es war ihre kommerziell erfolgreichste Single und ein weltweiter Charthit. Der US-amerikanische Sportartikelhersteller Nike bot der Band 1,5 Millionen US-Dollar an, um den Song für eine Werbung für die Fußball-Weltmeisterschaft 1998 zu verwenden, was die Band allerdings ablehnte.

## Musik und Text
Die Albumversion des Songs beginnt mit einem Sample eines Monologs von Pete Postlethwaite aus dem Film Brassed Off – Mit Pauken und Trompeten. Am Ende des Liedes ist ein Sample des Prince of Denmark’s March von Jeremiah Clarke zu hören.
Das Wort Tubthumping kommt aus der anarchistischen Tradition. Tubthumpers standen auf Kisten an Straßenecken und vor Fabriken, um radikale politische Meinungen kundzutun. Laut Chumbawamba ist im Song gemeint: „Schreien, um die Welt zu verändern (und dann etwas zu trinken, um zu feiern).“
Der Text hat nur wenige Zeilen, die Hookline lautet:
„I get knocked down, but I get up again. You’re never gonna keep me down!“

„Ich werde niedergeschlagen, aber ich stehe wieder auf. Du wirst mich niemals unterkriegen!“

## Unerwünschte Verwendung durch Politiker
2011 war die Band „entsetzt“, als der britische Politiker Nigel Farage den Titel während einer Parteikonferenz der UKIP verwendete.
2024 forderte die Band den neuseeländischen Vizepremier Winston Peters von der rechtspopulistischen Partei New Zealand First auf, den Song nicht mehr für öffentliche Auftritte zu nutzen.

## Kommerzieller Erfolg

### Chartplatzierungen
| ChartsChartplatzierungen       | Höchstplatzierung | Wochen |
| ------------------------------ | ----------------- | ------ |
| Deutschland (GfK)              | 11 (21 Wo.)       | 21     |
| Österreich (Ö3)                | 14 (12 Wo.)       | 12     |
| Schweiz (IFPI)                 | 14 (14 Wo.)       | 14     |
| Vereinigte Staaten (Billboard) | 6 (31 Wo.)        | 31     |
| Vereinigtes Königreich (OCC)   | 2 (20 Wo.)        | 20     |

| ChartsJahrescharts (1997)      | Platzierung |
| ------------------------------ | ----------- |
| Deutschland (GfK)              | 69          |
| Vereinigte Staaten (Billboard) | 69          |

### Auszeichnungen für Musikverkäufe
| Land/Region                  | Auszeichnungen für Musikverkäufe (Land/Region, Auszeichnung, Verkäufe) | Verkäufe  |
| ---------------------------- | ---------------------------------------------------------------------- | --------- |
| Australien (ARIA)            | 2× Platin                                                              | 140.000   |
| Neuseeland (RMNZ)            | Platin                                                                 | 10.000    |
| Norwegen (IFPI)              | Platin                                                                 | 20.000    |
| Schweden (IFPI)              | Gold                                                                   | 15.000    |
| Vereinigtes Königreich (BPI) | 2× Platin                                                              | 1.200.000 |
| Insgesamt                    | 1× Gold · 6× Platin ·                                                  | 1.385.000 |